# Tollsjön, Värmland
Tollsjön är en sjö i Hagfors kommun i Värmland och ingår i Göta älvs huvudavrinningsområde. Sjön är 10 meter djup, har en yta på 1,09 kvadratkilometer och befinner sig 307,1 meter över havet. Sjön avvattnas av vattendraget Fjälldalsbäcken. Vid provfiske har abborre och gädda fångats i sjön.

## Delavrinningsområde
Tollsjön ingår i det delavrinningsområde (668865-138337) som SMHI kallar för Utloppet av Tollsjön. Medelhöjden är 368 meter över havet och ytan är 10,64 kvadratkilometer. Det finns inga avrinningsområden uppströms utan avrinningsområdet är högsta punkten. Fjälldalsbäcken som avvattnar avrinningsområdet har biflödesordning 4, vilket innebär att vattnet flödar genom totalt 4 vattendrag innan det når havet efter 395 kilometer. Avrinningsområdet består mestadels av skog (82 procent). Avrinningsområdet har 1,16 kvadratkilometer vattenytor vilket ger det en sjöprocent på 10,9 procent.